# 김유신 설화
김유신 설화(金庾信說話)는 신라의 장군이자, 정치인인 김유신에 관한 설화이다.

## 개요
가야 수로왕의 12대 후손인 김서현(金舒玄)은 만노태수로 도임한 날로부터 군민들을 사랑하고 군민들을 위해 일하자 군민들은 그를 존경해 명태수(名太守)라고 불리게 되었다.
그러다 신라 왕족 김숙흘종(金肅訖宗)의 딸인 김만명(金萬明)과 길에서 만나 서로 정을 통했는데, 이 사실을 안 김숙흘종이 딸을 가두었다. 그러자 하늘에서 벼락이 치기 시작했으며 만명은 이때 감시를 피해 김서현에게로 도망쳤다.
이후 김서현은 두 개의 별이 내려오는 꿈을, 김만명은 금빛 갑옷을 입고 구름을 탄 동자가 집으로 들어오는 꿈을 꾸고 잉태를 하게 되었으며, 그렇게 20개월이 지났을 때 집안에 서기가 어리고 향기가 진동하며 산고 기미가 일기 시작하더니 몇 시간 뒤 한 아이가 태어났고 그가 곧 김유신이었다.
태어나서부터 용모가 비범하고 기골이 장대하고 등을 보니 사마귀가 칠성처럼 박혀 있었으며, 20개월이라는 임신 기간을 거쳐 때어난 점 등을 보아 보통 사람과는 다르기에 훌륭한 영웅이 태어난 것이라고 매우 기뻐했다.
그는 15살 때부터 화랑이 되어 용화향도(龍華香徒)를 거느렸으며, 17세 때에는 외적을 물리치기 위에 홀로 중악(中嶽) 석굴에 들어가 빌었더니 산신이 나타나 방술(方術)을 전해 주고는 오색찬란한 빛을 남긴 뒤 모습을 감쳤다. 18살에는 열박산(咽薄山) 골짜기에 들어가 하늘을 향해 기도를 올리자 빛이 내려와 보검에 실리고 칼이 스스로 움직이는 듯 했다.
이후에도 홀로 적진에 들어가 적장의 목을 베어 오는 등의 모습을 보이며 병사들의 사기를 올려 싸울 때마다 승리했다.
문무왕은 그의 업적을 칭찬하고 태대각간(太大角干)이라는 당대 최고직을 주었다.
나라에 요성(妖星)이 나타나고 지진이 일어나며 군복을 입고 병기를 가진 수십 명의 군사가 김유신의 집에서 울면서 나갔다는 말을 전해 듣자 김유신은 자신의 수명이 다한 것을 예언했고 79세에 세상을 떠났다.

## 참고 자료
- 한석수. “「김유신 장군의 태몽과 탄생 설화」”. 디지털진천문화대전.